# جوما
جوما (بالإسبانية: Joma)‏ هي شركة ملابس وتجهيزات رياضية إسبانية، تزود هذه الشركة بالملابس والأحذية في عدة رياضات من كرة القدم وفوتسال وكرة المضرب وكرة السلة وكرة الطائرة وألعاب القوى والجمباز، تأسست هذه الشركة في سنة 1965 ويتواجد مقر هذه الشركة في قرية بورتيو دي توليدو في إسبانيا. وقد بدأت هذه الشركة خصيصاً في صنع الأحذية الرياضية لتتوسع فيما بعد في مجال كرة القدم حيث إنتشرت مبيعاتها في أكثر من 70 بلد في العالم، من أشهر الفرق التي زودتها الشركة هي منتخب هندوراس لكرة القدم ومنتخب ترينيداد وتوباغو لكرة القدم ومنتخب زيمبابوي لكرة القدم ومنتخب أوزباكستان لكرة القدم ومنتخب بلغاريا لكرة القدم ومنتخب رومانيا لكرة القدم إضافة إلى أندية الزمالك ونادي النجمة ولوكوموتيف طشقند وألمانيا آخن ونادي خيتافي ونادي إسبانيول ونادي تولوز.

## الرعايات
- منتخب كينيا لكرة القدم
- منتخب زيمبابوي لكرة القدم
- منتخب كوبا لكرة القدم
- منتخب هندوراس لكرة القدم
- منتخب ترينيداد وتوباغو لكرة القدم
- منتخب أوزبكستان لكرة القدم
- منتخب بلغاريا لكرة القدم
- منتخب رومانيا لكرة القدم
- منتخب سوريا لكرة القدم

### الاندية
- نادي الزمالك
- نادي الجيش الملكي
- نادي المولودية الوجدية
- نادي غور مايا
- نادي مولودية الجزائر
- نادي بارادو
- وفاق سطيف
- اتحاد الجزائر
- نادي غواراني
- اتحاد جدة
- نادي النجمة
- لوكوموتيف طشقند
- نادي الصفاء
- نادي برسبوليس
- استقلال دوشنبه
- نادي إمبولي
- سي إف آر كلوج
- ألمانيا آخن
- إف إس في فرانكفورت
- بانيك أوسترافا
- سلافيا صوفيا
- سانت جونستون
- نادي تولوز
- نادي لوهافر
- نادي خيتافي
- نادي غرناطة
- نادي إسبانيول
- نادي ليغانيس
- نادي فياريال
- سوانزي سيتي
- دونفرملين أثلتيك
- ميلسامي أورهي
- نادي الرفاع